# Tankessé
 Tankessé è una città e sottoprefettura della Costa d'Avorio appartenente al dipartimento di Bondoukou. Conta una popolazione di 25 378 abitanti (censimento 2014).